# Herman Otto I van Limburg Stirum
Herman Otto I van Limburg Stirum, (Styrum (Duitsland), 3 september 1592 - Bergen op Zoom, 7 oktober 1644) was graaf van Limburg-Stirum, graaf van Bronckhorst, heer van Wisch, Borculo, van Stirum, De Wildbaan (door koop in 1630) en Gehmen, gouverneur van Groenlo en Nijmegen
Van Limburg Stirum was een zoon van Joost van Limburg Stirum en Maria van Holstein-Schauenburg. In de Slag bij Stadtlohn (1623) had hij bevel over de achterhoede van Christiaan van Brunswijk-Wolfenbüttel. Hij was in dienst van het Staatse leger en sinds 1626 als opvolger van Thomas van Stakenbroeck in de functie van commissaris-generaal van de cavalerie. Van Limburg Stirum fungeerde als leider van de cavalerie, onder andere bij het beleg van Grol in 1627 en het Beleg van Maastricht in 1632. In de dagboeken van Willem Frederik van Nassau-Dietz (1613-1664), de stadhouder van Friesland, Groningen en Drenthe wordt Van Limburg Stirum genoemd als luitenant-stadhouder van Overijssel en gouverneur van Wezel. In september 1644 nam hij deel aan het beleg van Sas van Gent. Bij een van de aanvallen op de stad raakte hij gewond en moest worden overgebracht naar Bergen op Zoom. Daar overleed hij, 52 jaar oud, aan zijn verwondingen.

## Huwelijk en kinderen

wapen van Limburg Stirum

Hij trouwde in 1611 met Anna Margaretha Spies von Büllesheim zu Frechen (1600-1659), lid van de familie Spies von Büllesheim en dochter van Herman Freiherr Spies van Büllesheim, heer van Frechen (1565-1608) en Francesca van Münster (1570-?). Zij kregen vier kinderen:
- Otto van Limburg Stirum, heer van Bronckhorst en Borculo (1620 - Borculo 27 augustus 1679). Deze trouwde in kasteel Buren op 15 juni 1643 met Elisabeth Charlotte van Dohna-Carwinden (Carwinden, 14 februari 1625 - Borculo, 18 maart 1691), een jongere zus van Frederik van Dohna-Carwinden
- Adolf Ernst van Limburg Stirum, graaf van Limburg en Bronkhorst (ca. 1622 - 3 oktober 1657), erfde Gemen, trouwde op 10 mei 1664 met Maria Isabella gravin van Vehlen en Meggen (ca. 1617 - Huis Crudenborg 27 februari 1692)
- Sophia Elisabeth van Limburg Stirum (ca. 1630 - Raesfeld 26 oktober 1685), trouwde in Borculo op 25 juli 1656 met Ferdinand Godfried van Vehlen-Megen, heer van Raesfeld (1626 - Raesfeld, 7 juli 1685), zoon van Alexander II de Jonge van Vehlen (1599-1675), graaf van Megen en Alexandrine Maria Huyn van Amstenrath van Geleen (1594–1654), dochter van Arnold III Huyn van Geleen.
- Maurits van Limburg Stirum, graaf van Limburg en Bronkhorst in Stirum (1 juli 1634 - Wenen 26 augustus 1664), erfde Stirum. Hij trouwde in Well op 17 maart 1662 met Maria Bernhardine gravin van Limburg Bronkhorst (overleden 15 december 1713). Uit zijn huwelijk werd geboren:
  - Anna Bernardina van Limburg-Bronckhorst-Stirum

- Gemeinsame Normdatei: 136721966
- International Standard Name Identifier: 0000 0000 5645 5451
- Nederlandse Thesaurus van Auteursnamen: 30926801X
- Virtual International Authority File: 81019174
- WorldCat: E39PBJyhhvQFGWHxYGbhJGPhHC